# Burg Alt-Hayingen
Die Burg Alt-Hayingen, auch Ringwall Alt-Hayingen genannt, ist der Rest einer Wallanlage auf 661 m ü. NN 300 Meter entfernt von der Ruine Maisenburg oberhalb des Lautertals bei den Ortsteilen Indelhausen und Anhausen der Stadt Hayingen im Landkreis Reutlingen in Baden-Württemberg. 

## Beschreibung
Die Anlage setzt sich aus einer Vorburg und einem inneren Wallring zusammen. Die Hauptburg besteht im Westen aus einer doppelten Wall-Graben-Anlage, im Osten dagegen aus einer gestaffelten Hangbefestigung.
Das Alter der Befestigungsanlage in ihrer heutigen Form ist nicht sicher. Funde der Späthallstattzeit (6. bis 5. Jahrhundert v. Chr.) zeigen zumindest eine Besiedlung in frühkeltischer Zeit an. Es ist zu vermuten, dass in dieser Zeit auch die Wälle errichtet worden sind. 

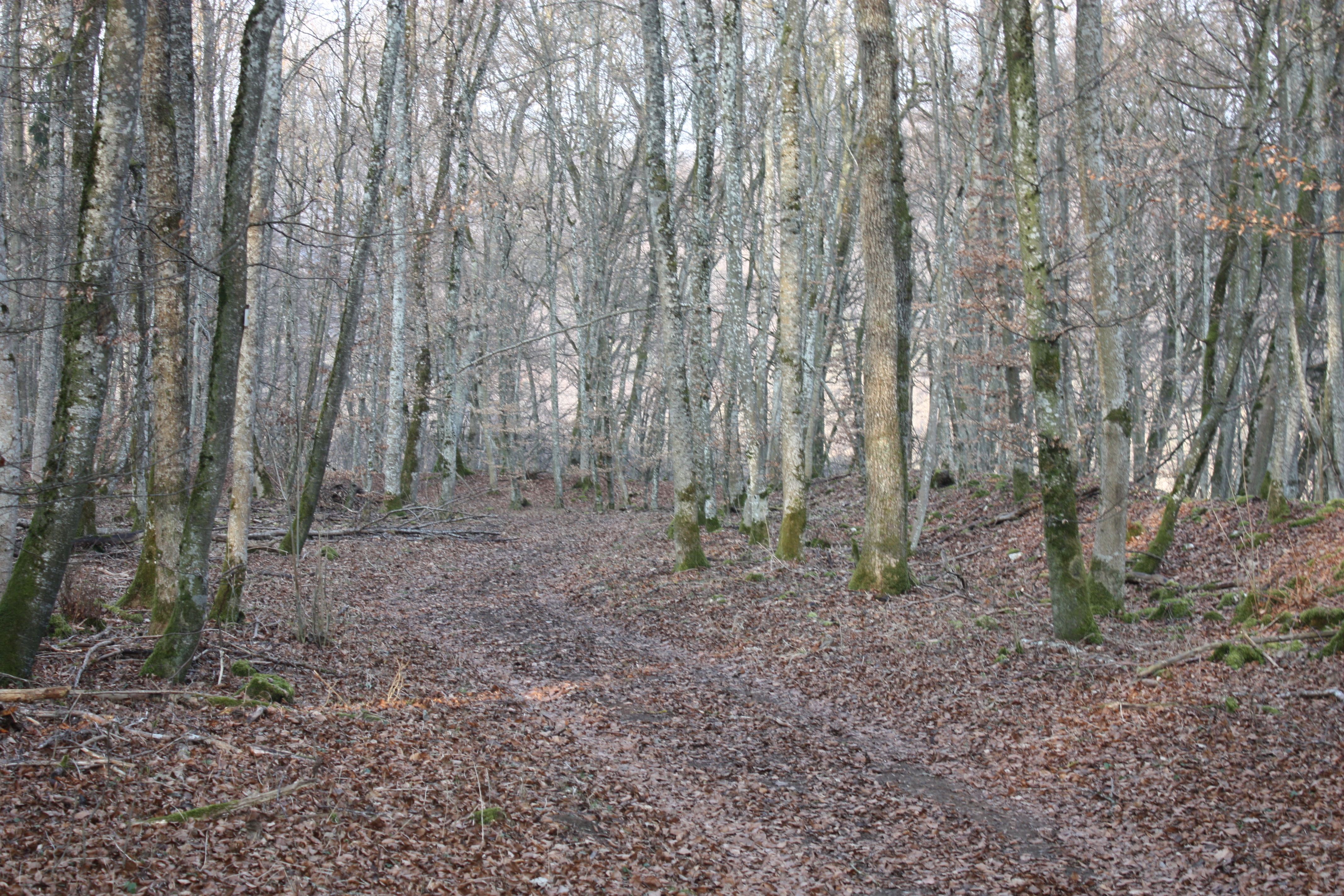
Hochfläche mit Wallresten rechts am Rand und im Hintergrund

Seit 2020 werden Teile der Anlage durch das Landesamt für Denkmalpflege Baden-Württemberg archäologisch untersucht. Dies geschieht im Rahmen eines von der Deutschen Forschungsgemeinschaft geförderten Langfristprojektes, welches das weitere Umfeld der nahegelegenen Heuneburg erforscht, ein frühkeltisches Machtzentrum bei Herbertingen-Hundersingen. Erste Funde und Befunde weisen auf Siedlungsaktivitäten während der späten Hallstattzeit hin.